# Makawao Forest Reserve
La réserve forestière de Makawao est située sur l'île de Maui, dans le comté de Maui, à Hawaï (États-Unis) au nord-ouest de la pente du volcan Haleakala. Couvrant une superficie de 847 hectares, elle se trouve à 4 km de la ville de Makawao et à 24 km de l'aéroport de Kahului. 

## Description
De nombreuses plantes, arbustes et arbres indigènes et étrangers poussent dans la forêt. Ils comprennent le frêne tropical, le pin Cook, le hala pepe, l'eucalyptus, leʻle, le mamaki, le pilo et le kupukupu.  
Il y a sept sentiers aménagés, dont Kahakapao Loop, Pineapple Express, Renegade Trail, Ravine Trail, Secret Trail et Tweener Trail. La boucle de Kahakapao est la piste principale qui fait 10 km de long. 

L'entrée est gratuite et des sentiers pédestres et VTT sont ouverts au public de 7 h à 19 h tous les jours. Il y a deux toilettes portables disponibles pour les visiteurs et une est adaptée aux fauteuils roulants. 

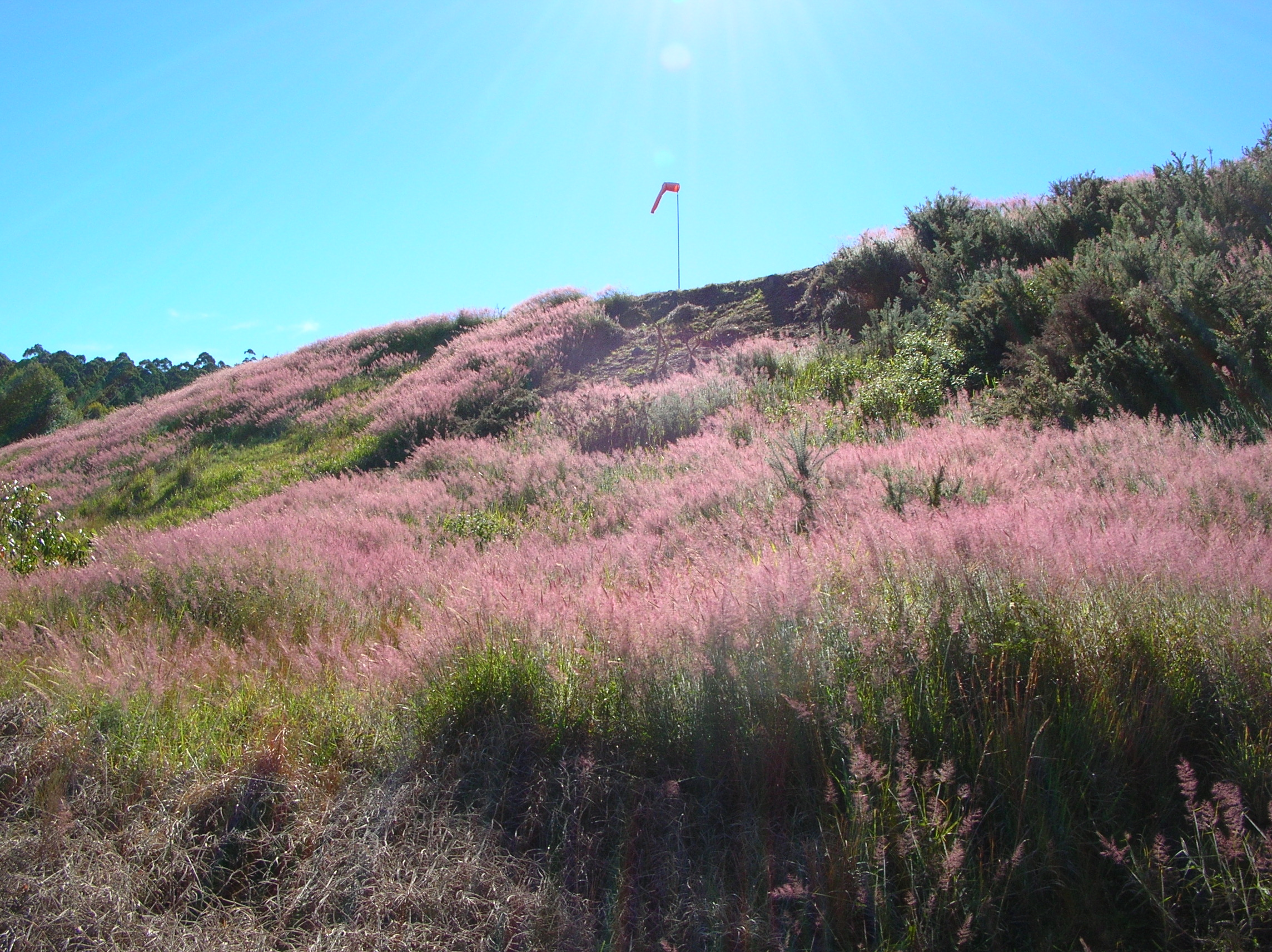
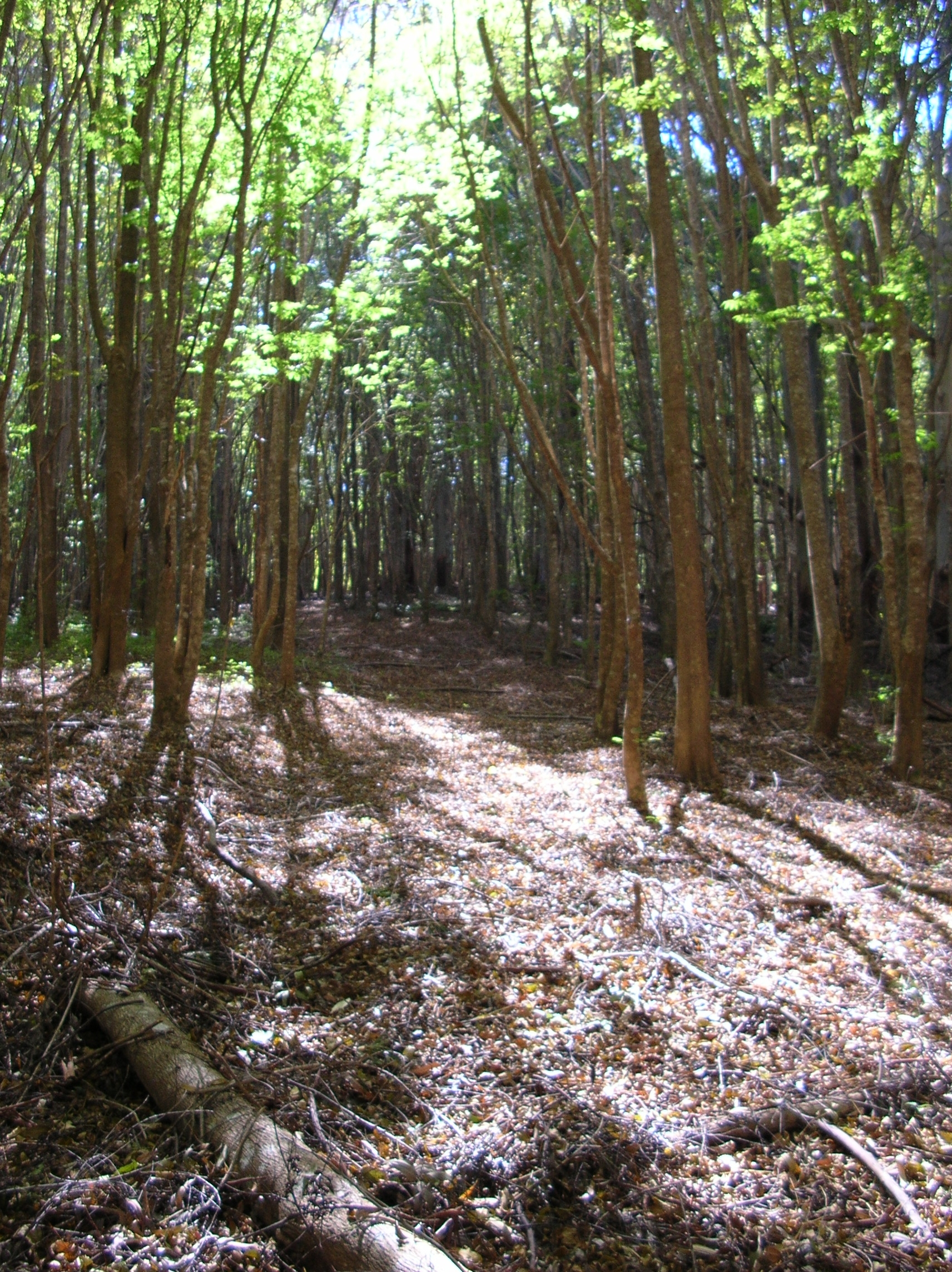
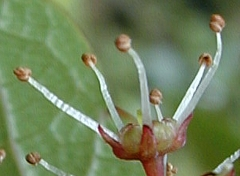
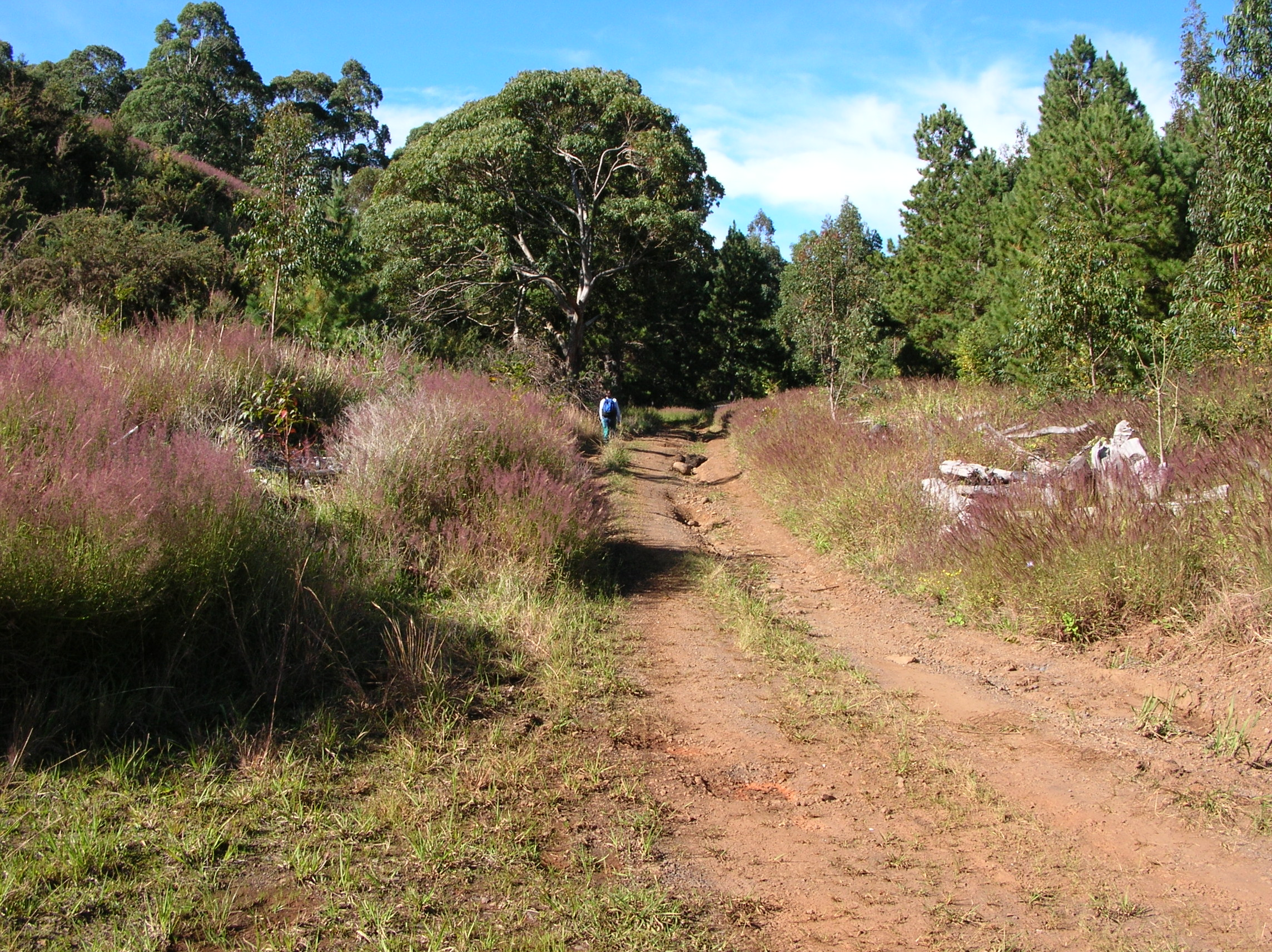
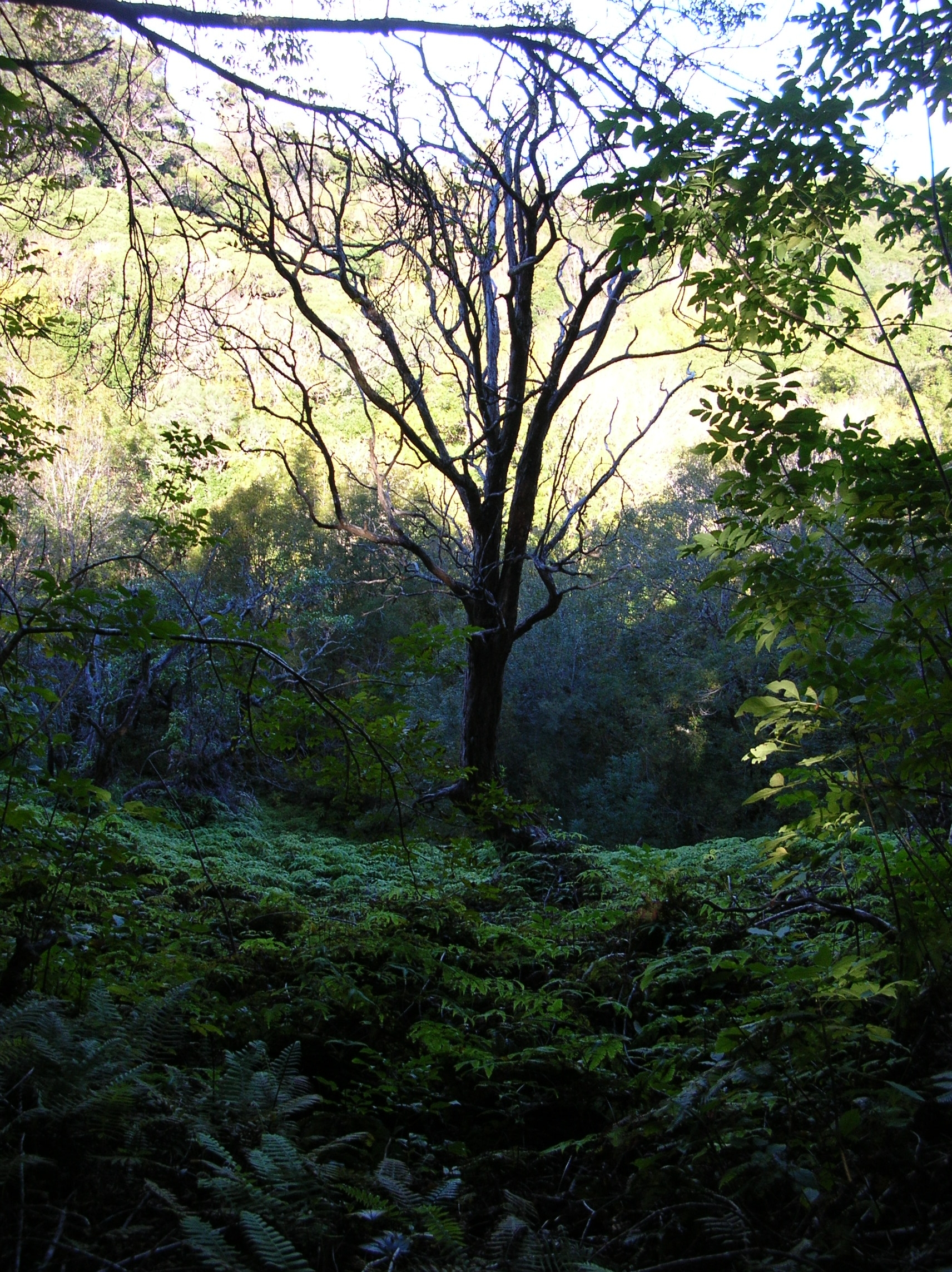

## Dans les nouvelles
Le 8 mai 2019, Amanda Eller, une résidente de Haiku, Hawaii, âgée de 35 ans, n'est pas revenue d'une randonnée. Le lendemain, une recherche a eu lieu avec la police de Maui, des centaines de volontaires, le service d'incendie de Maui, des chiens et des hélicoptères de recherche et de sauvetage locaux et d'Oahu. 
Le 24 mai 2019, Eller a été retrouvée par un hélicoptère financé par son père . Elle était tombée d'une falaise dans un ravin à 6 km de son véhicule. Eller avait subi des blessures aux jambes, y compris une fracture, et avait perdu 9 kg. Elle a survécu en buvant de l'eau d'une cascade voisine et en cherchant de la nourriture . 